# Grad Dover
Dovrski grad je srednjeveški grad v Dovru v grofiji Kent. Zgrajen je bil najbrž kot grad mota  po prihodu Normanov leta 1066 in je bil opisan kot "ključ v Anglijo" zaradi svojega obrambnega pomena v zgodovini. Je največji grad v Angliji.

## Zgodovina
Položaj so verjetno utrdili z zemeljskimi deli že v železni dobi ali prej, preden so leta 43 prišli Rimljani. To naj bi bilo razvidno iz nenavadnega vzorca zemeljskih del, za katere se ne zdi, da se dobro prilegajo srednjeveškemu gradu. Izkopavanja so dala dokaze o železnodobni naselitvi lokacije gradu, vendar ni gotovo ali je to povezano z gradiščem. Izkopavali so tudi na gomili, na kateri sta bila cerkev in rimski svetilnik, in odkrili, da je gomila iz bronaste dobe.
Tu je tudi eden od dveh dovrskih 24 m visokih rimskih svetilnikov (ali Faros ), od katerih je eden še vedno ohranjen, medtem ko so ostanki drugega nasproti Dovra, na Western Heights. Tu je tudi klasičen kamp, kjer so Normani pristali po svoji zmagoviti osvojitvi otočja.

### Sasi in zgodnji Normani
Po bitki pri Hastingsu oktobra 1066 je Viljem Osvajalec s svojimi silami korakal do Westminstrske opatije na kronanje. Šli so naokoli prek Romneyja, Dovra, Canterburyja, Surreyja in Berkshira. V konfederaciji petih pristanišč,  ustanovljene leta 1050, je bil Dover vedno glavni član, zato je najprej pritegnil Viljemovo pozornost in dal Kentu moto invicta (kar pomeni nepremagan ali neosvojen). Po besedah Williama Poitiersa:
Potem je korakal na Dover, ki je bil po poročanju nepremagljiv in ga naskočil z veliko silo. Angleži v strahu pred njegovim prihodom niso imeli zaupanja niti v svoje okope, niti število svojih vojakov ... Medtem ko so se prebivalci pripravljali na brezpogojno predajo, so [Normani], požrešni za denar, grad zažgali in velik del je bil kmalu v plamenih ... [Viljem je potem plačal za popravilo], prevzel je grad, vojvoda je žrtvoval osem dni in mu dodal nove utrdbe. Grad je bil prvič zgrajen v celoti iz gline, a se je zrušil in glina je bila nato uporabljena kot tla za veliko pritličnih prostorov.
To bi lahko bilo popravilo in izboljšava obstoječe utrdbe ali gradu Sasov s središčem okoli cerkve svete Marije de Castro, čeprav arheološki dokazi kažejo, da je bil dejansko nov grad mota oblikovan iz ničesar v bližini.
Leta 1088 je bilo imenovanih osem vitezov za zaščito gradu: William d'Albrincis, Fulberl de Dover, William d'Arsich, Geoffrey Peverell, William Maminot, Robert du Port, Hugh Crevecoeur in Adam Fitzwilliam.

### Henrik II. do zgodnjega sodobnega obdobja
Med vladavino Henrika II. je grad začel dobivati prepoznavno obliko. Notranje in zunanje podgradje in velik bivalno-obrambni grad (keep) spadajo v ta čas. Za gradnjo enega od zadnjih pravokotnih gradov, ki so jih kdaj izdelali, je bil odgovoren inženir Maurice.
Leta 1216 je skupina upornih baronov pozvala prihodnjega Ludvika VIII., da pride in si vzame angleško krono. Imel je nekaj uspeha pri osvojitvi obzidja, vendar na koncu gradu ni osvojil (glej: prva vojna baronov).
Ranljiva severna vrata, ki so bila poškodovana pri obleganju, so bila spremenjena v podzemni predobrambni kompleks (tudi stolp svetega Janeza) in zgrajena nova vrata v zunanji kurtini na zahodu (Fitzwilljemova vrata) in na vzhodu (Constablova vrata). Med obleganjem so angleški branilci zgradili navzven predor in napadli Francoze, kar je edinstven način predora na svetu. Tega je še vedno mogoče videti v srednjeveškem delu.
V času Stephena de Pencestra je bil postavljen stolp 22 z vetrnico, ki je bila pozneje znana kot Mill Tower. Do obdobja Tudorjev je bila obramba nadomeščena s smodnikom. Zaščito je izboljšal Henrik VIII., ki je grad osebno obiskal in ga obdal z obrambnim jarkom.
V angleški državljanski vojni je bil najprej v kraljevih rokah, nato pa so ga prevzeli parlamentarci brez strela (zato se je izognil opustošenju in preživel veliko bolje kot večina gradov) leta 1642.
Dovrski grad je bil ključna točka za opazovanje prek kanala v angleško-francoski raziskavi (1784–1790). Uporabljali so trigonometrične izračune za merjenje relativnega položaja greenwiškega observatorija in observatorija v Parizu. To delo je nadzoroval general William Roy. Drugo angleško opazovališče, uporabljeno za meritve prek preliva do Cap Blanc Neza v Franciji, je bilo v naselju Fairlight v Vzhodnem Sussexu.

### Napoleonovo obdobje
Obsežna obnova je potekala ob koncu 18. stoletja med Napoleonovimi vojnami. William Twiss je bil poveljujoči inženir južnega okrožja in je kot del svojih nalog pri izboljšavi obrambe mest dokončal preoblikovanje zunanje obrambe v gradu, tako da je dodal ogromne bastijone in zagotovil dodatne položaje za topove na vzhodni strani ter zgradil bastijon za dodatno zaščito na zahodu. Twiss je dodatno okrepil linijo na severnem koncu gradu, dodal redan (delo v obliki črke V z izpostavljenim kotom proti pričakovanemu napadu) ali postavil ploščad za top. Odstranil je streho gradu in jo nadomestil z masivnimi opečnimi oboki, ki so omogočali montažo težke artilerije. Twiss je zgradil tudi Kanonska vrata in povezal obrambo gradu s tisto v mestu.
S prihodom vojaške posadke v mesto je nastala potreba po vojašnicah in skladiščih za dodatne vojake in njihovo opremo. Rešitev, ki so jo sprejeli Twiss in kraljevi inženirci, je bila ustvariti kompleks vojaških predorov približno 15 metrov pod vrhom pečine. Prvi vojaki so bili nastanjeni v njih leta 1803. Na vrhuncu napoleonskih vojn je v predorih bivalo več kot 2000 moških in do danes je to edina podzemna vojašnica, zgrajena v Veliki Britaniji.
Mlin na veter na Mlinskem stolpu (Mill Tower) je bil porušen v anglo-ameriški vojni po naročilu vladnega telesa (Ordnance Board). Prodaja materiala porušenega mlina namreč ni pokrila stroškov rušenja. Ob koncu napoleonskih vojn so bili predori delno spremenjeni in jih je uporabljala obalna služba (Coast Blockade Service) za boj proti tihotapljenju. Tako je bilo le kratek čas, saj so leta 1827 sedež preselili bližje obali. Predori so nato ostali zapuščeni več kot stoletje.

### Tajni medvojni predori
Izbruh druge svetovne vojne leta 1939 je oživil predore za uporabo za zavetje pri zračnih napadih in pozneje za vojaški poveljniški center in podzemno bolnišnico. Maja 1940 je admiral sir Bertram Ramsey usmerjal evakuacijo francoskih in britanskih vojakov iz kraja  Dunkerque s kodnim imenom operacija Dinamo s svojega sedeža v predorih.
Vojaška telefonska centrala je bila postavljena leta 1941 in je imela sedež v podzemlju. Stikalne plošče so bile stalno v uporabi, zato so morali narediti nov predor ob centrali, da bi namestili vse baterije in polnilnike, ki so bili potrebni za delovanje. Mornarica jo je uporabljala za neposredno komunikacijo s plovili, pa tudi za usmerjanje reševalnih plovil zrak–morje, ki so pobirala pilote, sestreljene v Dovrsko ožino.
Predore so nato uporabljali kot zatočišče za regionalni sedež vlade ob jedrskem napadu. Ta načrt je bil opuščen zaradi različnih razlogov, tudi z ugotovitvijo, da kreda ne bi zagotovila pomembne zaščite pred sevanjem.
Ravni predorov so bili označeni kot: A – aneks, B – bastijon, C – kazemata, D – dumpy in E – esplanade. Ravni A in C sta odprti za javnost, B je izgubljen, vendar še naprej preiskujejo dostop, dumpy in esplanade sta zaprta.
Raven predora A je bil izkopan leta 1941 in se je uporabljal kot medicinska toaletna postaja za ranjene vojake. Bila je sestavljena iz dveh operacijskih dvoran in imela osnovno namestitev za bolnike. Vojake naj bi poslali na nujno zdravljenje v predore in nato prenesli v celinske bolnišnice. Tukaj so bile tudi spalnice, kuhinje in jedilnice.
Kip admirala sira Bertrama Ramsaya je bil postavljen novembra 2000 zunaj predorov v čast njegovemu delu pri evakuaciji Dunkerquea in zaščiti Dovra med drugo svetovno vojno.
Je več kot tri milje teh predorov, ki segajo globoko v kredne klife, nekateri so še vedno neodkriti. Nekateri so preveč nevarni za hojo. Celovite informacije o teh predorih ne bodo na razpolago pred letom 2020 ali 2025.

### Grad danes
Dovrski grad je spomeniško zaščiten , kar pomeni da je "državno pomembna" zgodovinska zgradba in arheološko najdišče, ki je zaščiteno pred nepooblaščenimi spremembami. Prav tako je na seznamu zgradb I. razreda  in priznan kot mednarodno pomembna struktura. Grad, skrivni predori in okoliška zemljišča so zdaj v lasti English Heritage in so velika turistična zanimivost.
V gradu je muzej Princess of Wales's Royal Regiment.
Med letoma 2007 in 2009 je English Heritage porabila 2,45 milijona £ za vnovično obnovo notranjosti gradu . Po podatkih Zveze za vodene oglede znamenitosti (Association of Leading Visitor Attractions) je leta 2010 grad obiskalo skoraj 350.000 ljudi.

## Cerkve in kapele znotraj obzidja

### Kraljeva kapela
V gradu je kapela, posvečena Tomažu Becketu.

### Cerkev svete Marije
Cerkev svete Marije de Castro stoji na območju Dovrskega gradu. Je močno obnovljena struktura iz obdobja Sasov, zgrajena poleg rimskega svetilnika, ki je postal cerkveni zvonik. Uporabljata ga lokalno prebivalstvo in vojska, je cerkev dovrske vojašnice.